# Косьоркі (Монецький повіт)
Косьоркі (пол. Kosiorki) — село в Польщі, у гміні Моньки Монецького повіту Підляського воєводства.
Населення — 111 осіб (2011).
У 1975—1998 роках село належало до Білостоцького воєводства.

## Демографія
Демографічна структура станом на 31 березня 2011 року:
|          | Загалом | Допрацездатний вік | Працездатний вік | Постпрацездатний вік |
| -------- | ------- | ------------------ | ---------------- | -------------------- |
| Чоловіки | 53      | 8                  | 36               | 9                    |
| Жінки    | 58      | 15                 | 28               | 15                   |
| Разом    | 111     | 23                 | 64               | 24                   |